# Jorge Guillermo
Jorge Pérez y Guillermo (Havana, Cuba, 1 augustus 1946) is de voormalige echtgenoot van de Nederlandse prinses Christina.

## Levensloop
Na de Cubaanse Revolutie week het gezin Pérez y Guillermo in 1960 van Cuba uit naar de Verenigde Staten. Guillermo doorliep de middelbare school in Miami en studeerde kunstgeschiedenis aan Monmouth College in Monmouth (Illinois). Guillermo vestigde zich hierna in New York en werkte met sociaal achtergestelde kinderen via een kinderdagverblijf in Harlem. Jorge Guillermo ontmoette prinses Christina in 1973 via een kennis met wie hij in Harlem werkzaam was, die prinses Christina sinds 1967 kende. De prinses studeerde destijds muziek in Montreal en verhuisde begin 1974 naar New York. Op 14 februari 1975 werd de verloving tussen prinses Christina en Guillermo aangekondigd door de Rijksvoorlichtingsdienst. Guillermo, die destijds stateloos was, verkreeg hierna de Amerikaanse nationaliteit.
Op 28 juni 1975 huwde Jorge Guillermo met prinses Maria Christina der Nederlanden voor de wet te Baarn (gemeente met de locatie van paleis Soestdijk), waarna de kerkelijke inzegening – oecumenisch, Christina was Nederlands Hervormd en Guillermo rooms-katholiek – plaatsvond in de Utrechtse Domkerk. Voor dit huwelijk werd aan de Nederlandse Staten-Generaal geen goedkeuring gevraagd, waarmee prinses Christina haar recht op de troon verloor.

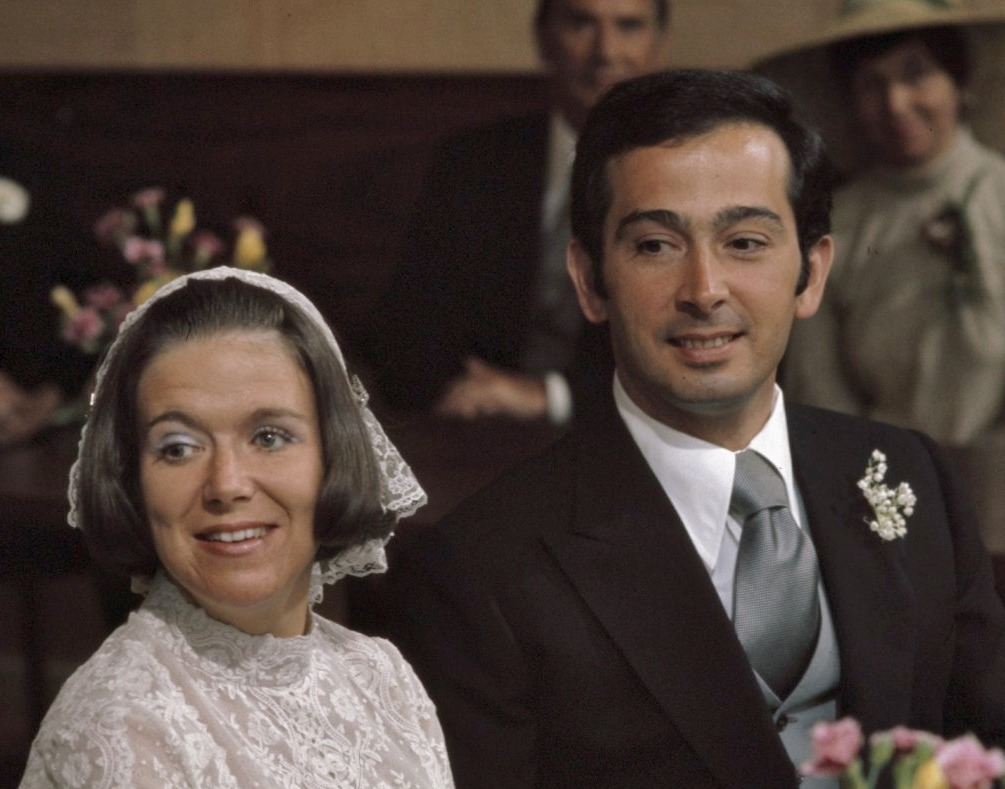
Prinses Christina en Jorge Guillermo in 1975

Uit hun huwelijk werden drie kinderen geboren:
- Bernardo Federico Tomás Guillermo (Utrecht, 21 juni 1977)
- Nicolás Daniel Mauricio Guillermo (Utrecht, 6 juli 1979)
- Juliana Edenia Antonia Guillermo (Utrecht, 8 oktober 1981).

Van 1975 tot 1978 was Guillermo werkzaam bij KLM in een marketing- en salesfunctie. Hierna ging hij werken voor hotelketen Golden Tulip, aanvankelijk in New York, vanaf 1984 in Nederland. Hij publiceerde tevens enkele boeken: in 1990 Landhuizen en kastelen in Nederland en  Dutch houses and castles. Verder Cuba: Five hundred years of images -1992 Thoth Publ.).

### Echtscheiding
Het huwelijk van Jorge en Christina strandde in 1994. Christina vroeg de echtscheiding aan die twee jaar later werd uitgesproken. Na het huwelijk heeft Guillermo korte tijd aan de Katholieke Universiteit Leuven gestudeerd, waar hij zich verdiepte in kunstgeschiedenis en theologie. In 1999 verhuisde hij naar Londen. Zijn dochter Juliana is daar bij hem gaan wonen. In de jaren daarna verhuisde hij naar Condom in Zuid-Frankrijk. 

### Rechtszaak
In 2005 werd weekblad Privé door de rechtbank veroordeeld tot het betalen van een schadevergoeding van 10.000 euro aan Guillermo en het plaatsen van een rectificatie. In 2006 volgde een veroordeling tot het betalen van een extra 20.000 euro. Privé had volgens de rechtbank ten onrechte geschreven dat Guillermo homoseksueel zou zijn en in Frankrijk zou samenwonen met een man. Guillermo had in 2006 om een schadevergoeding van 160.000 euro gevraagd. Ook eiste hij, vergeefs, dat Privé geen persoonlijke verhalen meer over hem zou publiceren.